# Lily Strickland
Lily Strickland (28 janvier 1884 - 6 juin 1958) est une compositrice, écrivaine et peintre américaine.

## Biographie
Lily Strickland nait le 28 janvier 1884 à Anderson, en Caroline du Sud,, de Charlton Hines Strickland et de son épouse Teresa Hammond Reed,. À la mort de son père la famille emménage dans la maison de ses grands-parents, Judge et MJ Pinckney Reed,. Strickland commence à étudier le piano à l'âge de six ans et commence à composer à l'adolescence. Elle étudie le piano et la composition au Converse College (en) de 1901 à 1904 et, en 1905, reçoit une bourse pour étudier à l'Institute of Musical Arts (qui deviendra la Juilliard School) à New York. Elle y a comme professeurs entre autres Daniel Gregory Mason et Percy Goetschius.
En 1912 elle épouse Joseph Courtenay Anderson, professeur d'anglais à l'université Columbia,, ils n'eurent jamais d'enfants. Lorsqu'Anderson devient directeur de la filiale indienne d'une entreprise américaine en 1920, le couple déménage à Calcutta et passe les dix années suivantes en Inde, jusqu'en 1929. Stickland a voyagé en Afrique et en Asie.
Les Anderson retournent à New York et se retirent en 1948 dans une ferme près d' Hendersonville, en Caroline du Nord,. Strickland meurt  le 6 juin 1958, d'un accident vasculaire cérébral.
Strickland a composé des œuvres qui ont été utilisées dans le cinéma muet, la chanson et a aussi composé des œuvres pour piano solo. 
En tant qu'ethnomusicologue de la première heure elle a relaté ses expériences avec plusieurs cultures musicales en tant qu'envoyée spéciale pour The Music Courier. Elle a écrit des articles sur Ceylan (The Musical Courier, vol 86, n° 9), sur la musique dans les temples hindous (vol. 86 n° 13), sur la danse « Natuch » (vol. 87, n° 15), sur les charmeurs de serpents et la musique (vol. 87, n° 19), sur la « danse du diable » (vol. 87, n° 20), sur la musique bouddhiste tibétaine (vol. 87, n° 21) et sur la musique liée à Krishna (vol. 87, n° 22). Elle a également publié plusieurs articles similaires dans The Etude et elle a fait l'objet dans The Etude de plusieurs articles sur ses compositions,.
Strickland était également une aquarelliste prolifique, elle a peint principalement pendant son séjour à l'étranger. La plus grande collection de ses peintures se trouve au Anderson University Art Museum, à Anderson.
Elle reçoit un doctorat honorifique en musique du Converse College en 1924 en reconnaissance de son succès en tant que compositrice.

## Œuvres

### Compositions
Strickland a publié 395 œuvres, dont de la musique populaire et sacrée et des chansons pour enfants. Ses premières compositions ont été influencées par les chants spirituels et folkloriques du sud des États-Unis, en particulier par la musique noire qu'elle entendait dans la propriété de ses grands-parents. Cette influence se retrouve dans Honey Chile (1922), Pickaninny Sleep Song (1911) et  Hea dem Bells (1926). Elle est ensuite attirée par la musique amérindienne qu'elle incorpore dans certaines de ces mélodies comme dans Two Shwanee Indian Dances (1919) et dans l'opérette Laughing Star of Zuni (1946). Elle est également plus tard influencée par la musique asiatique et africaine comme dans The Cosmic dance of Siva (1933) ou dans Oriental and Character Dances. 
- Pickaninny Sleep Song (1911)
- Two Shwanee Indian Dances (1919)
- Honey Chile (1922)
- Hea dem Bells (1926)
- St John the Beloved (1930), cantate sacrée
- The Cosmic dance of Siva (1933)
- Jewel of the Desert (1933), opérette
- Laughing Star of Zuni (1946), opérette
- Mah Lindy Lou
- Ballade of la belle dame sans merci (Texte : John Keats)
- Love wakes and weeps  (Texte : Sir Walter Scott)
- My lover is a fisherman (tiré de Songs of India)
- Oriental and Character Dances

La musique de Strickland a été enregistrée et publiée sur CD :
- INDIENS AMÉRICAINS, Vol. 2, Marco Polo (1996)

### Articles
- (en) Strickland, « The Music of India (series) », The Musical Courier, vol. 86-87,‎ 1923–24
- (en) Strickland, « Music in Asia », The Etude, vol. various,‎ 1931–32

## Source
- (en) Cet article est partiellement ou en totalité issu de l’article de Wikipédia en anglais intitulé « Lily Strickland » (voir la liste des auteurs).